# Giulio Cesare Gonzaga (1557-?)
Giulio Cesare Gonzaga (Mantova, 1557 – ...) è stato un nobile italiano, figlio naturale del cardinale Ercole Gonzaga.

## Biografia
Giulio Cesare nacque nel 1557 dalla nobile mantovana Isabella Petrozzani, amante del cardinale Ercole Gonzaga.
Nel 1575, dodici anni dopo la morte del prelato, la Petrozzani depositò una causa a nome del figlio, destinata a riconoscere la paternità di Ercole, che il cardinale non aveva mai riconosciuto formalmente e al quale non aveva lasciato nulla in eredità. Secondo le testimonianza di suor Anna ed suor Eleonora (figlie naturali del cardinale Ercole) avevano fatto apertamente riferimento al ragazzo come figlio del padre. Suor Anna ottenne nel 1563 con breve di papa Pio IV, il riconoscimento di tutela.
Secondo un'altra fonte storica, Giulio Cesare sarebbe figlio di una nobildonna mantovana non meglio specificata.